# Veauche

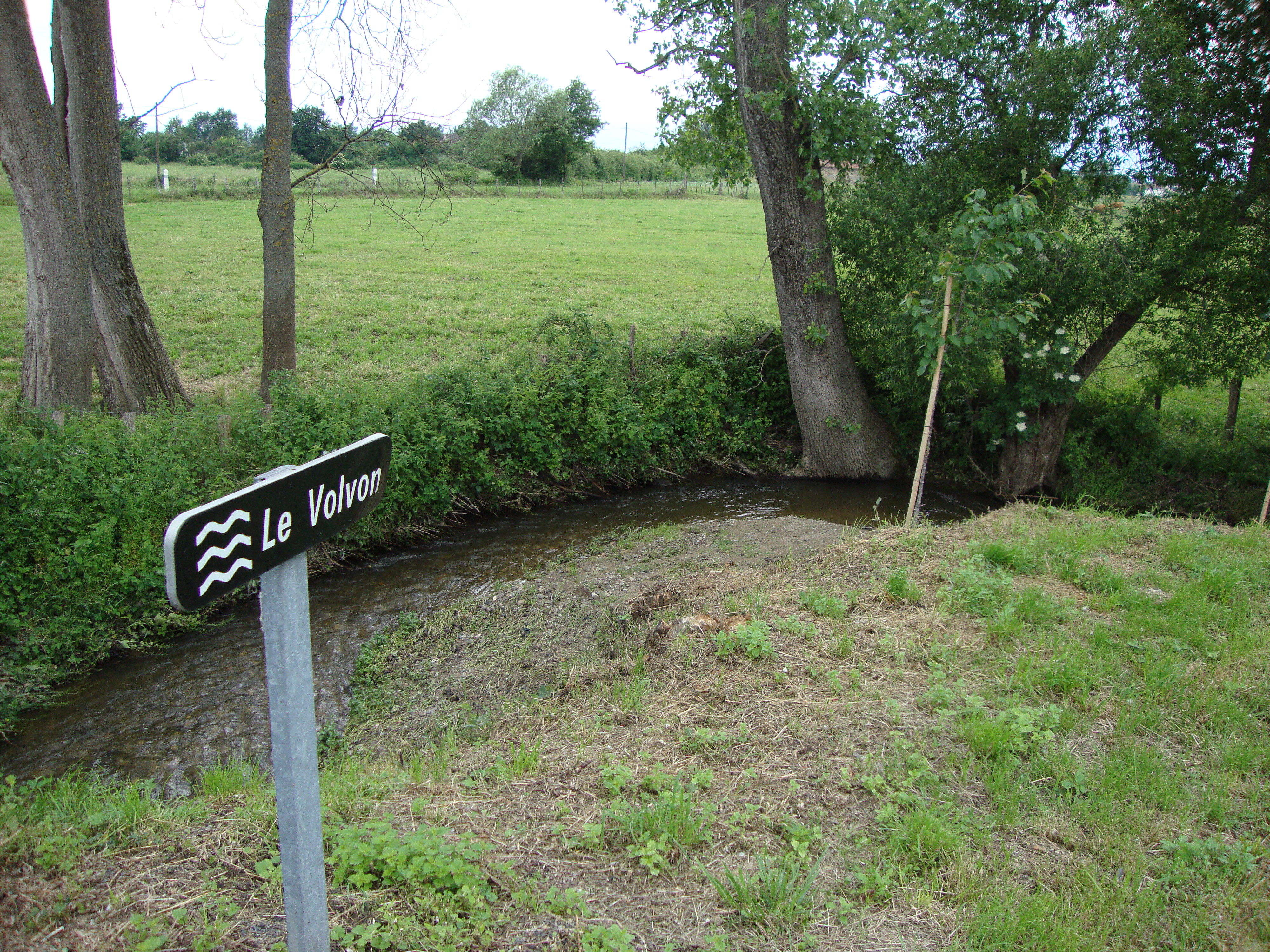
Le volvon, il fiume che bagna Veauche

Veauche è un comune francese di 8 596 abitanti situato nel dipartimento della Loira della regione dell'Alvernia-Rodano-Alpi.

## Geografia fisica
Veauche è il paese situato più ad Est fra quelli che si affacciano sulla Loira. Il territorio comunale comprende anche il piccolo villaggio di Saint-Laurent-de-Veauche.

## Storia
Nel Medioevo si hanno tracce di un insediamento nominato Velchia, che dovrebbe corrispondere all'attuale Veauche. Il nome, italianeggiante, sarebbe stato modificato nel XVI secolo a seguito di decreto di Francesco I, che imponeva l'uso della lingua francese su tutti i territori soggiacenti alla sua giurisdizione.
I primi reperimenti in ruderi documentali risalgono ad un periodo situabile intorno all'anno 1000, quando la chiesa dedicata a Saint Pierre (San Pietro) era oggetto di donazione ai monaci benedettini di Savigny.

## Società

### Evoluzione demografica
Abitanti censiti